# المترس (المخادر)

تعديل مصدري - تعديل

المترس محلة تابعة لقرية السويق، التابعة لعزلة السحول بمديرية المخادر إحدى مديريات محافظة إب في الجمهورية اليمنية، بلغ تعداد سكانها 101 حسب تعداد اليمن لعام 2004.